# Schuster's

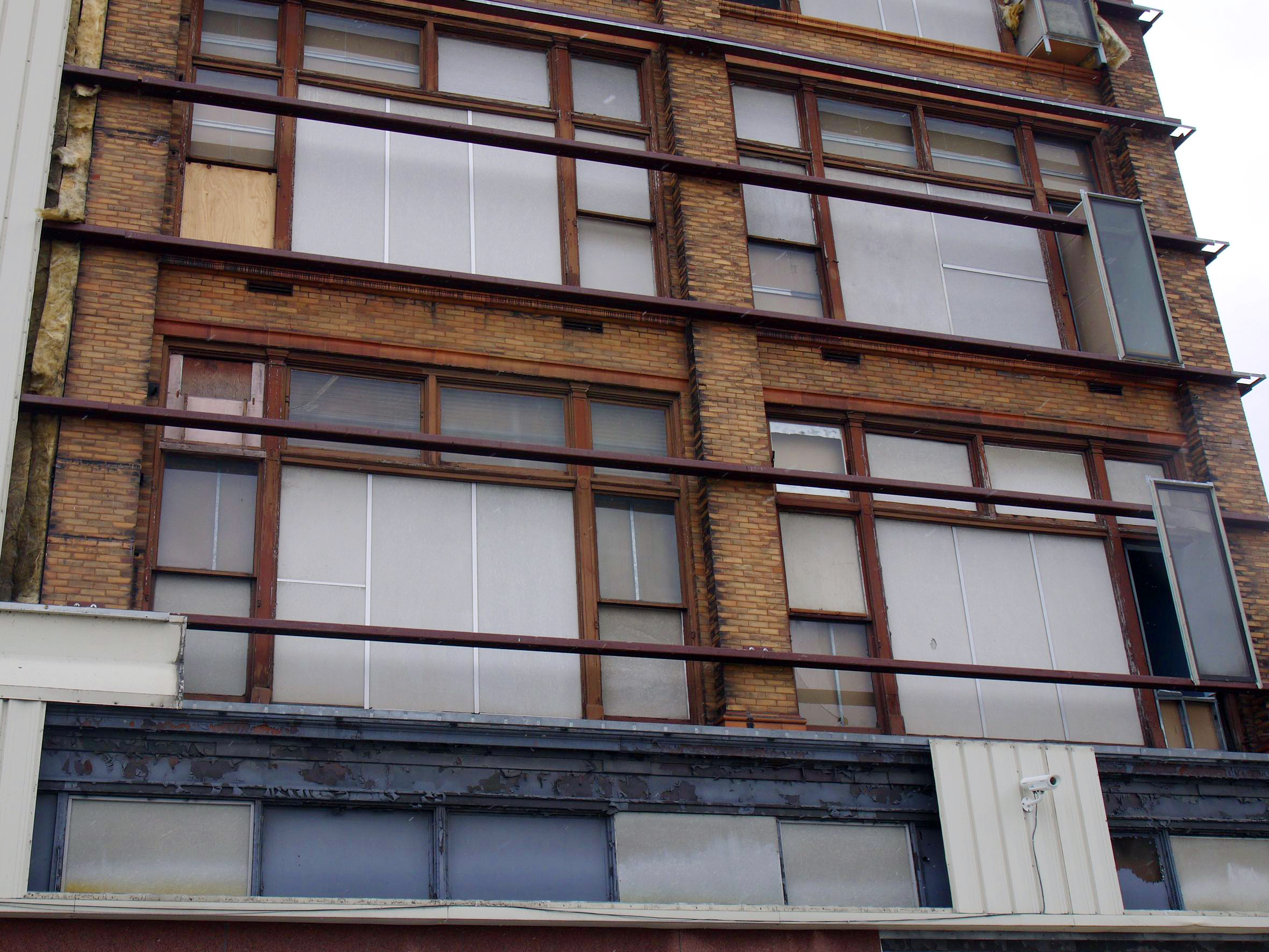
Buitenkant van het warenhuis Schuster's op King Drive in Milwaukee toen het in 2015 tijdelijk werd ontmanteld

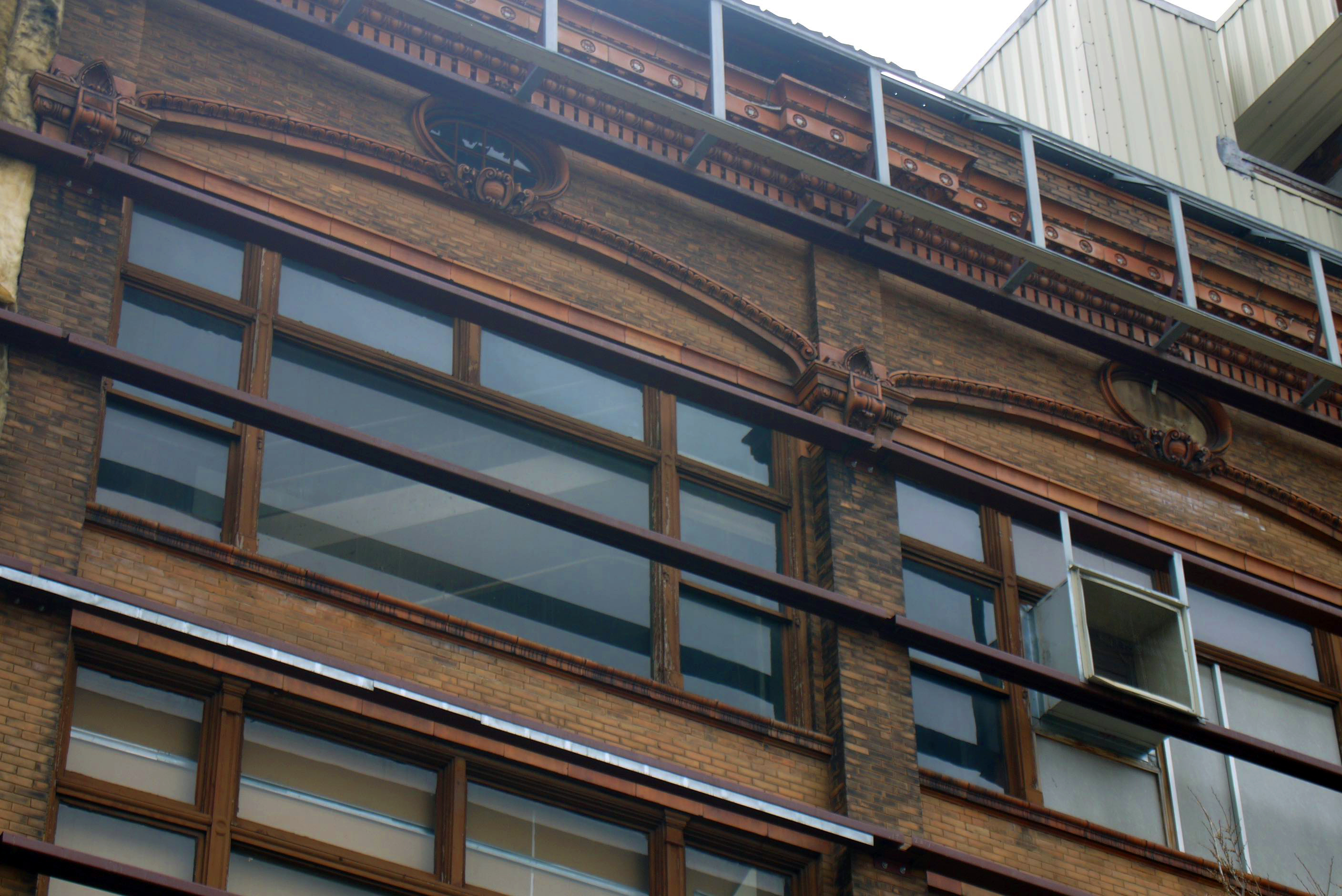
Buitenkant van het warenhuis Schuster's, met decoratief metselwerk

Schuster's, officieel Ed. Schuster & Co. was een warenhuisketen, opgericht in 1883 in Milwaukee, Wisconsin. 

## Warenhuis in Milwaukee
Schuster koos voor meerdere buurtwinkels boven één locatie in het stadscentrum. De keten had vestigingen aan North Third Street 2151 (nu Martin Luther King Jr. Drive), op de hoek van 12th Street en Vliet Street, op de hoek van 11th Street en Mitchell Street, in het Packard Plaza en op Capitol Court. 
Het warenhuis aan Third Street was ontworpen door Kirchhoff & Rose. In 1962 kocht Gimbels Schuster's en exploiteerde de winkels onder de naam Gimbels-Schuster's. Golda Meir werkte bij Schuster's nadat ze in 1915 haar middelbareschooldiploma had behaald en voordat ze in 1921 naar Palestina verhuisde. 
Tot de opmerkelijke marketinginspanningen van Schuster behoorden de eerste koopzegels in 1891, een vroege versie van de creditcard genaamd Budga-Plate, een pop genaamd Billie the Brownie van 1927 tot 1955, Schuster's Christmas Parade, en de slogan "Laten we langs Schuster's gaan waar de tram de hoek om gaat."